# Li Jing
Li Jing (n. 23 februarie 1970, Hengyang⁠(d), Republica Populară Chineză) este un gimnast artistic ce a reprezentat Republica Populară Chineză, medaliat olimpic. A participat la o ediție a Jocurilor Olimpice (1992) în care a câștigat trei medalii de argint.